# Ete (Ungheria)
Ete è un comune dell'Ungheria di 690 abitanti (dati 2001). È situato nella contea di Komárom-Esztergom, nell'Ungheria settentrionale.